# Cueva de los Franceses
La cueva de los Franceses está situada en el término municipal de Revilla de Pomar, al noreste de la provincia de Palencia, comunidad autónoma de Castilla y León, España. Pertenece al Geoparque de las Loras, declarado por la Unesco en mayo de 2017.

## Historia
Se llama de esta manera porque en ella se abandonaron los cuerpos de los soldados franceses muertos en la Guerra de la Independencia surgida en España en 1808. En concreto, en un encuentro con un destacamento de húsares cántabros, mandados por el general Porlier.

## Descripción
La cueva está acondicionada para su visita turística desde hace más de veinte años, con un recorrido visitable de unos 500 metros. En 2009 la Diputación de Palencia inauguró un pabellón de recepción de visitantes, obra de Antonio González, que cuenta con una exposición audiovisual sobre la cueva y su entorno, que incluye el Páramo de La Lora y la surgencia de Covalagua.

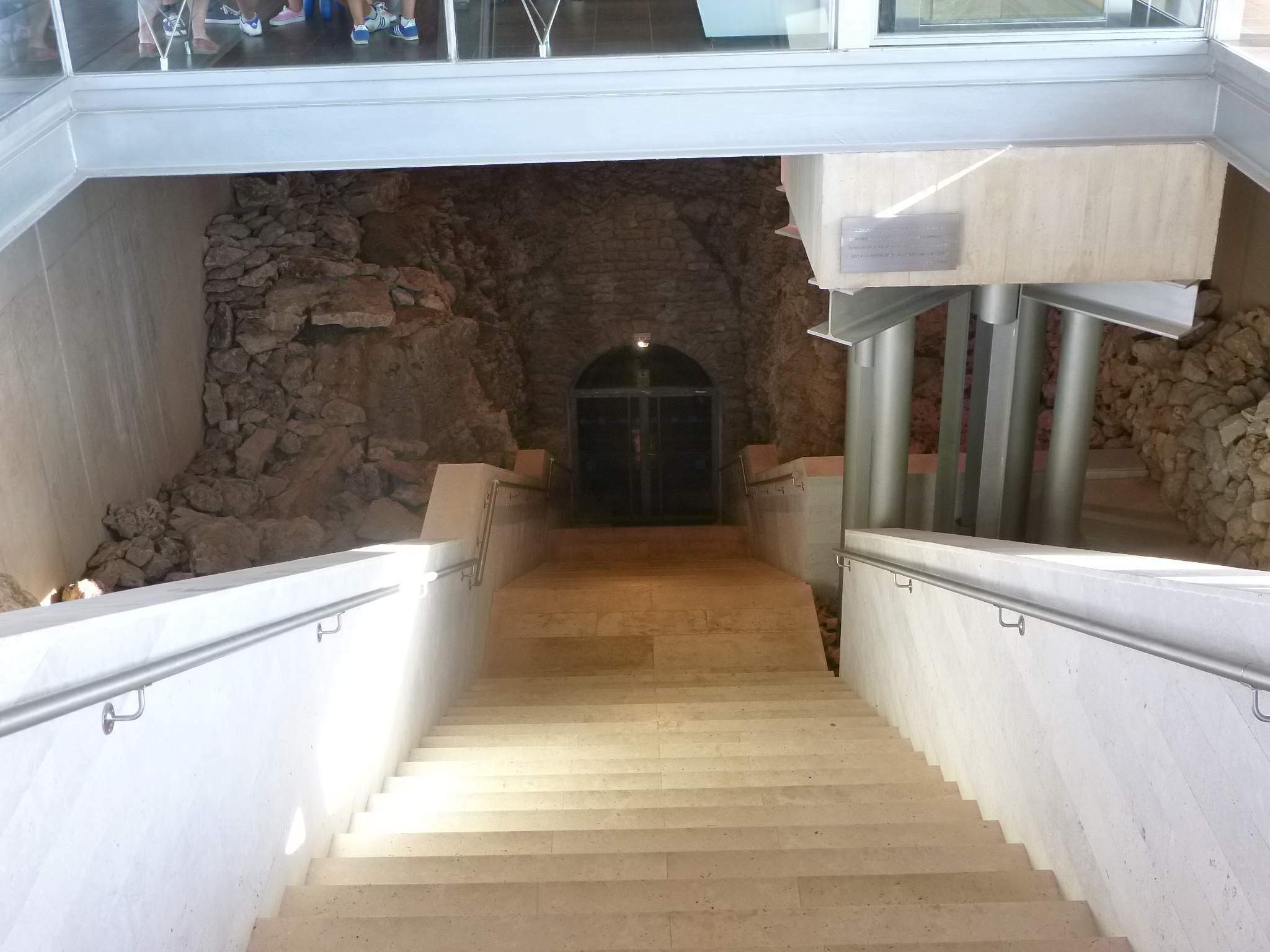
Acceso a la entrada.

## Entorno
El hábitat del Páramo de la Lora, típico páramo calizo que se extiende por terrenos de las provincias de Palencia y Burgos, se caracteriza por sus formaciones kársticas y su vegetación de bajo porte. 
En las inmediaciones de la cueva hay varios menhires, de los que el de Canto Hito está aún en pie y puede visitarse en una ruta señalizada que parte desde la cueva.
El cercano Mirador de Valcabado está a 1500 m de la cueva. Es un balcón natural desde el que se puede ver el Valle de Valderredible, incluyendo hayedo de «Monte Ahedo», los pueblos palentinos de Cezura, Lastrilla y Berzosilla, así como buena parte del páramo de la Lora.